# مونتي زوشيرو
مونتي زوشيرو (بالإنجليزية: Monte Zucchero)‏ هو أحد جبال سلسلة جبال الألب ليبونتيني ويقع في كانتون تيسينو في سويسرا. يحتل المرتبة رقم 287 في قائمة جبال سويسرا من حيث الارتفاع، إذ يبلغ ارتفاعه حوالي 2735 متر، بينما يبلغ ارتفاع نتوء الجبل 554 متر.